# Otis Blue: Otis Redding Sings Soul
| Recensione              | Giudizio     |
| ----------------------- | ------------ |
| AllMusic                | [ 2 ]        |
| Sputnikmusic            | 4.5 (Superb) |
| Storia della musica     | [ 4 ]        |
| Debaser                 | [ 5 ]        |
| Dizionario del Pop-Rock | [ 6 ]        |
| 24.000 dischi           | [ 7 ]        |
| Pitchfork               | [ 8 ]        |
| PopMatters              | [ 9 ]        |

Otis Blue: Otis Redding Sings Soul è il terzo album di Otis Redding, pubblicato dalla Volt Records nel settembre del 1965.
Il disco contiene brani entrati in classifica Pop e Rhythm & Blues: Respect (#35 Pop U.S.A. e #4 Rhythm & Blues 1965), I've Been Loving You Too Long (#21 Pop e #2 Rhythm & Blues), Shake (#47 Pop e #16 Rhythm & Blues), l'album si piazzó al #75 posto in classifica U.S.A. ed al #6 in UK, è considerato uno dei migliori dischi di soul e di rhythm & blues di tutti i tempi.

## Tracce
Lato A
1. Ole Man Trouble – 2:55 (Otis Redding) – Registrato il 9 luglio 1965 a Memphis (TN)
2. Respect – 2:05 (Otis Redding) – Registrato il 9 luglio 1965 a Memphis (TN)
3. A Change Is Gonna Come – 4:17 (Sam Cooke) – Registrato il 9 luglio 1965 a Memphis (TN)
4. Down in the Valley – 3:02 (Solomon Burke) – Registrato il 9 luglio 1965 a Memphis (TN)
5. I've Been Loving You Too Long – 3:10 (Otis Redding, Jerry Butler) – Registrato il 19 aprile 1965 a Memphis (TN)

Lato B
1. Shake – 2:35 (Sam Cooke) – Registrato il 9 luglio 1965 a Memphis (TN)
2. My Girl – 2:52 (William Robinson, Ronald White) – Registrato il 9 luglio 1965 a Memphis (TN)
3. Wonderful World – 3:00 (Barbara Campbell) – Registrato il 9 luglio 1965 a Memphis (TN)
4. Rock Me Baby – 3:20 (B.B. King, Joe Josea) – Registrato il 9 luglio 1965 a Memphis (TN)
5. Satisfaction – 2:45 (Mick Jagger, Keith Richards) – Registrato il 9 luglio 1965 a Memphis (TN)
6. You Don't Miss Your Water – 2:53 (William Bell) – Registrato il 9 luglio 1965 a Memphis (TN)

- Il brano Down in the Valley in molte fonti viene accreditato a Bert Berns e Solomon Burke
- Il brano Wonderful World in molte fonti viene accreditato a Sam Cooke, Lou Adler e Herb Alpert

## Formazione
Ole Man Trouble, Respect, A Change Is Gonna Come, Down in the Valley,  I've Been Loving You Too Long,  Shake, My Girl, Wonderful World, Rock Me Baby, Satisfaction, You Don't Miss Your Water
- Otis Redding - voce
- Booker T. Jones - tastiera, pianoforte
- Isaac Hayes - tastiera, pianoforte
- Steve Cropper - chitarra
- Donald Dunn - basso
- Al Jackson Jr. - batteria
- Wayne Jackson - tromba
- Gene Miller - tromba
- Andrew Love - sassofono tenore
- Floyd Newman - sassofono baritono
- Willam Bell, Earl Sims - cori (traccia 2)

Note aggiuntive
- Jim Stewart - supervisore e produttore
- Tom Dowd - ingegnere delle registrazioni
- Pete Sahula - fotografia copertina album
- Haig Adishian - design copertina album